# Liste von Automuseen in Litauen

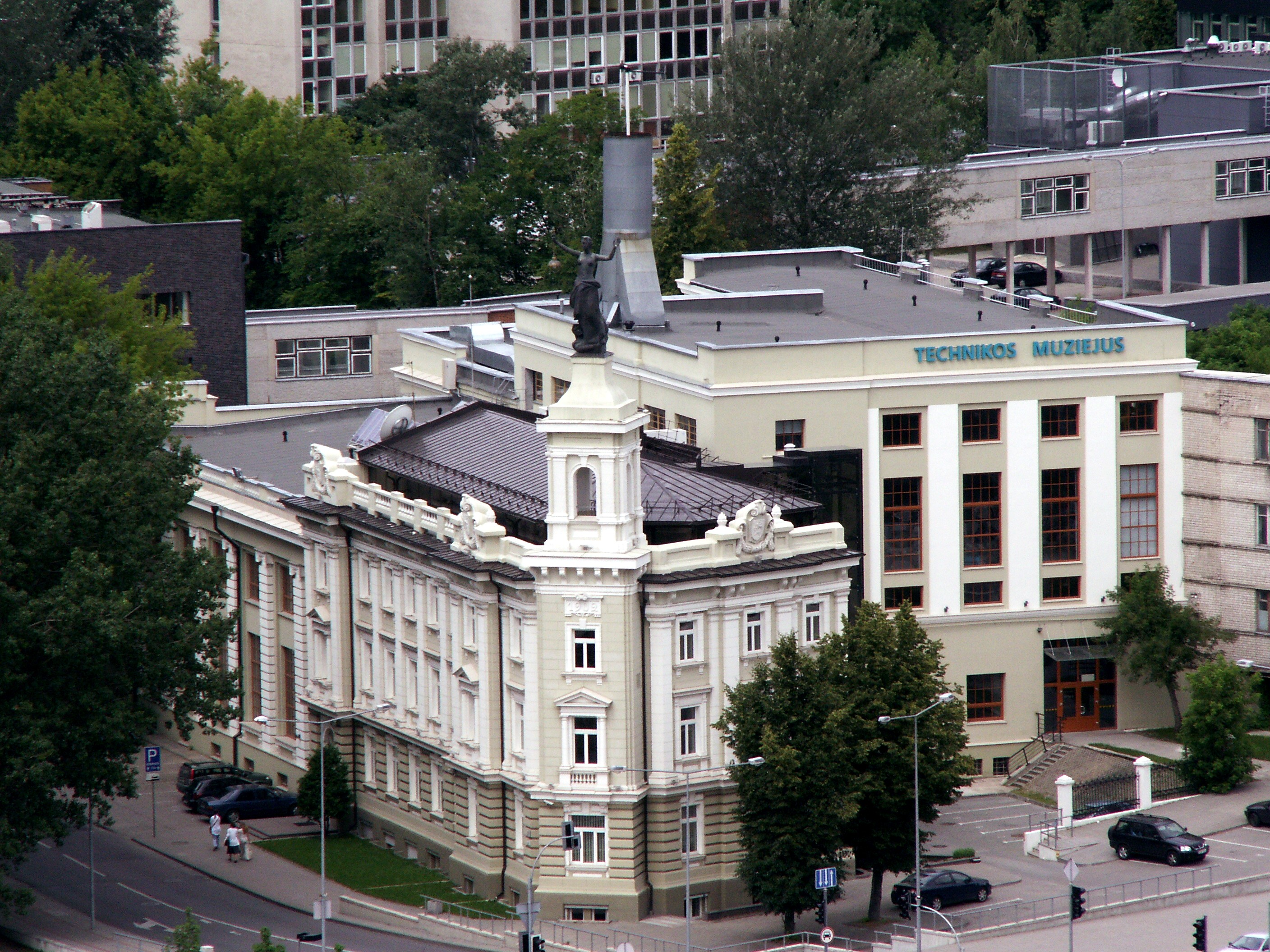
Energiewirtschaftsmuseum Litauens in Vilnius

Diese Liste von Automuseen in Litauen listet Automuseen in Litauen auf. Darunter befinden sich große öffentliche Museen mit festen Öffnungszeiten ebenso wie kleine Privatsammlungen, die teilweise nur nach Vereinbarung geöffnet sind. Daneben gibt es Technikmuseen und andere Museen, die nebenbei ein paar Autos ausstellen.

## Aktuelle Museen
Die Tabelle ist absteigend nach der Anzahl der ausgestellten Personenkraftwagen sortiert, und bei gleicher Anzahl alphabetisch aufsteigend nach Ort. In der Spalte Stand ist das Jahr angegeben, auf das sich die Angaben Anzahl ausgestellter Pkw und Besondere Pkw beziehen. Die Auflistung in der Spalte Besonderheiten erfolgt alphabetisch.
| Name des Museums                                                        | Ort         | Beschreibung                                                     | Anzahl ausgestellter Pkw | Stand | Besondere Pkw |
| ----------------------------------------------------------------------- | ----------- | ---------------------------------------------------------------- | ------------------------ | ----- | --- |
| Molėtų Technikos Muziejus                                               | Tumenčizna  | Technikmuseum mit Autos                                          | 112                      | 2024  | Chrysler LeBaron und Vision, Hyundai Lantra, Isch-2125 und 2715, Jeep Cherokee, LuAZ-967, Mitsubishi Colt, Moskwitsch-2141, Pontiac Trans Sport, RAF, Rover 827, SAS-965, 966, 968 und Tavria, Schiguli, SMS SZD, Subaru Impreza, Volvo 340 und Wartburg 1.3 |
| Automuziejus Vilnius                                                    | Vilnius     | Autos                                                            | 68                       | 2024  | Alfa Romeo 6 C 2500, Austin-Healey 100, Brewster Knight Model 41, Bristol 405, Buick Model C-24 und Roadmaster, Cadillac 30, 61, 370 und Model K, Chalmers 18, Cord L-29, Delage Type D 6-3 Litres, Type D.8 und Type D.8.85, Delahaye Type 135 M, Delaunay-Belleville P 4 B, Hispano-Suiza H 6 B, Lancia Astura, Lincoln Modell L, Messerschmitt Kabinenroller, Oakland Six, Opel Admiral, Packard 158, 645 und 1104, Peugeot 302, Renault Vivasix, Sears, SMS SZA, SS I, Studebaker Big Six und Winton Six |
| Senovinės technikos muziejus Sodeliškių dvaro sodyboje                  | Sodeliškiai | Technikmuseum mit Autos                                          | 46                       | 2024  | Cadillac Deville, DeSoto K-Serie, Erskine 50, Franklin Model 145, Isch 412, Lada Oka, Lincoln Continental Mark 5, Moskwitsch-400, 407 und 2140, Oldsmobile F-29, Peugeot 201 und Volvo 66 |
| Museum of Antique Cars and Motorcycles Kubilkiemis                      | Marijampolė | Autos und Motorräder, Besuch nur nach Vereinbarung               | 45                       | 2019  | Citroën Traction Avant, DKW F 8, Ford Taunus (P 3), GAZ-67, GAZ-M20 Pobeda, Isch, Lada Samara, LuAS, mehrere Moskwitsch, Renault Monaquatre, SAS-965 und SAS-968M |
| Senoviniu automobiliu muziejus                                          | Šeduva      | Autos                                                            | 31                       | 2024  | Daimler 250 V8, Ferrari Mondial, Ford Modell T, GAZ-11-73, Isch, LuAS-969, Poncin, Reliant Robin, SAS-965, SMS SZA und VW Typ 3 1600 TL |
| Anykščių istorinės technikos ekspoziciją                                | Anykščiai   | Technikmuseum mit Autos                                          | 19                       | 2024  | Citroën Traction Avant, GAZ-11-73, Lada Samara, LuAZ-967, 230, Moskwitsch-401, 408 und 2141, SAS-965 und 968 und Whippet Four 96 A 1929 |
| Memel Automuseum                                                        | Klaipėda    | Autos aus der Frühzeit                                           | 13                       | 2024  | Brush D, Cadillac Model E, Daimler 15 HP, Ford Modell T, Hurtu, Metz Model 22, Oldsmobile Modell R, Packard 333, Pierce-Arrow 80, Rauch & Lang B 26, Schacht K, Vermorel und Warren |
| Unt kampą                                                               | Juodupe     | Autos von Moskwitsch                                             | 10                       | 2024  | Isch und Moskwitsch |
| Vytautas-Magnus-Militärmuseum, Historical Military Equipment Exhibition | Kaunas      | Militärmuseum mit einigen Autos                                  | 10                       | 2024  | Hotchkiss M-201, Jeep Wagoneer, Land Rover Series III und SAS-968 |
| Litauisches Straßenmuseum                                               | Vievis      | Straßenbaumuseum mit einigen Autos                               | 10                       | 2019  | GAZ-24 Wolga, GAZ-69, GAZ-M20 Pobeda, GAZ M-21 Wolga, Isch, Lada 2101, Moskwitsch-400 und Moskwitsch-2140, SAS-965 und SAS-968 |
| Garažas 9:11                                                            | Vilnius     | Sportwagen von Porsche, Besichtigung nur nach vorheriger Buchung | 8                        | 2024  | Porsche 911 der Generationen 964, 991, 992, 993, 996 und 997 |
| Kauno technikos muziejus                                                | Kaunas      | Autos von Mercedes-Benz und Motorräder                           | 4                        | 2024  | Mercedes-Benz 190 SL, 200, 230 und 300 |
| Aštuonračio muziejus                                                    | Nemakščiai  | kleine Sammlung von Autos und Motorrädern                        | 2                        | 2019  | Lada 1600 und RAF |
| Senovinės Technikos Muziejus, Smalininkai                               | Smalininkai | Technikmuseum mit Autos                                          | 2                        | 2024  | GAZ M-21 Wolga und SAS-968 |
| Tradicinių amatų centras                                                | Biliūnų     | Freiluftmuseum mit ein paar Autos                                |                          |       | |
| Panevezio Senoviniu Automobiliu Muziejus                                | Panevėžys   | Private Autosammlung                                             |                          |       | |

## Ehemalige Museen
Diese Tabelle umfasst Museen und museumsähnliche Sammlungen, die in der Vergangenheit alte Personenkraftwagen ausstellten. Die Tabelle ist alphabetisch nach Name sortiert. Einträge ohne Blaulink zum Museum bedürfen eines Belegs.
| Name des Museums                             | Ort     | Beschreibung |
| -------------------------------------------- | ------- | --- |
| Energiewirtschaftsmuseum Litauens            | Vilnius | Technikmuseum, das bis 2018 auch Autos ausstellte.                                                                               |
| Kauno istorinės technikos muziejus           | Kaunas  | Von 2014 bis 2019 existierte dieses Technikmuseum des Vereins Retromobile, der auch die Museen in Anykščiai und Šeduva betreibt. |
| Litauisches Luftfahrtmuseum                  | Kaunas  | Luftfahrtmuseum, das früher auch mindestens ein Auto ausstellte.                                                                 |
| Stasys Brundza Automobile & Transport Museum | Vilnius | Museum von Stasys Brundza, wurde aufgelöst.                                                                                      |